# 䛁邯縣
䛁邯縣（𧦦邯縣）是漢代樂浪郡所屬的一個縣，《後漢書》郡國志作𧦦邯縣。大約位於樂浪郡附近某山中。